# Saison 2017-2018 des Warriors de Golden State
La saison 2017-2018 des Warriors de Golden State est la 72e saison de la franchise en NBA et la 56e dans la région de la baie de San Francisco.

## Draft
Les Warriors de Golden State entrent dans la draft 2017 de la NBA avec aucun choix.

## Matchs

### Summer League
| Summer League Total: 2-4 |

| Match | Date match | Équipe        | Score         | Meilleur marqueur  | Meilleur rebondeur | Meilleur passeur  | Lieux                | Série |
| ----- | ---------- | ------------- | ------------- | ------------------ | ------------------ | ----------------- | -------------------- | ----- |
| 1     | 8 juillet  | Philadelphie  | D 93-95       | Patrick McCaw (25) | Kevon Looney (7)   | Alex Hamilton (8) | Thomas & Mack Center | 0 - 1 |
| 2     | 10 juillet | Cleveland     | D 74-91       | Alex Hamilton (11) | Jones, Looney (9)  | Jordan Bell (3)   | Thomas & Mack Center | 0 - 2 |
| 3     | 11 juillet | Minnesota     | D 76-78 (2OT) | Patrick McCaw (20) | Jordan Bell (11)   | Jordan Bell (5)   | Thomas & Mack Center | 0 - 3 |
| 4     | 12 juillet | Minnesota     | V 77-69       | Patrick McCaw (26) | Jordan Bell (16)   | Patrick McCaw (5) | Cox Pavilion         | 1 - 3 |
| 5     | 13 juillet | Boston        | D 69-93       | Patrick McCaw (20) | Jordan Bell (6)    | Patrick McCaw (2) | Thomas & Mack Center | 1 - 4 |
| 6     | 14 juillet | L.A. Clippers | V 109-100     | Dylan Ennis (35)   | Kevon Looney (11)  | Noah Allen (5)    | Thomas & Mack Center | 2 - 4 |

### Pré-saison
| Pré-saison Total: 2-2 (Domicile: 1-2; Extérieur: 1-0) |

| Match | Date match   | Équipe      | Score     | Meilleur marqueur  | Meilleur rebondeur | Meilleur passeur   | Lieux                              | Série |
| ----- | ------------ | ----------- | --------- | ------------------ | ------------------ | ------------------ | ---------------------------------- | ----- |
| 1     | 30 septembre | Denver      | D 102-108 | Stephen Curry (11) | Draymond Green (8) | Draymond Green (4) | Oracle Arena                       | 0 - 1 |
| 2     | 5 octobre    | Minnesota   | D 97-111  | Kevin Durant (20)  | Trois joueurs (6)  | Draymond Green (8) | Main Stadium of Universiade Center | 0 - 2 |
| 3     | 8 octobre    | @ Minnesota | V 142-110 | Stephen Curry (40) | Stephen Curry (6)  | Stephen Curry (8)  | Mercedes-Benz Arena                | 1 - 2 |
| 4     | 13 octobre   | Sacramento  | V 117-106 | Stephen Curry (18) | Jordan Bell (11)   | Klay Thompson (6)  | Oracle Arena                       | 2 - 2 |

### Saison régulière
| Saison régulière Total: 58-24 (Domicile: 29-12; Extérieur: 29-12) |

| Match | Date match | Équipe          | Score     | Meilleur marqueur  | Meilleur rebondeur  | Meilleur passeur    | Lieux                    | Série |
| ----- | ---------- | --------------- | --------- | ------------------ | ------------------- | ------------------- | ------------------------ | ----- |
| 1     | 17 octobre | Houston         | D 121-122 | Nick Young (23)    | Draymond Green (11) | Draymond Green (13) | Oracle Arena             | 0 - 1 |
| 2     | 20 octobre | @ New Orleans   | V 128-120 | Klay Thompson (31) | Zaza Pachulia (9)   | Draymond Green (9)  | Smoothie King Center     | 1 - 1 |
| 3     | 21 octobre | @ Memphis       | D 101-111 | Stephen Curry (37) | Kevin Durant (13)   | Draymond Green (6)  | FedExForum               | 1 - 2 |
| 4     | 23 octobre | @ Dallas        | V 133-103 | Stephen Curry (29) | Kevin Durant (8)    | Curry, Green (8)    | American Airlines Center | 2 - 2 |
| 5     | 25 octobre | Toronto         | V 117-112 | Stephen Curry (30) | Draymond Green (11) | Draymond Green (6)  | Oracle Arena             | 3 - 2 |
| 6     | 27 octobre | Washington      | V 120-117 | Kevin Durant (31)  | Kevin Durant (11)   | Stephen Curry (8)   | Oracle Arena             | 4 - 2 |
| 7     | 29 octobre | Détroit         | D 107-115 | Klay Thompson (29) | Draymond Green (13) | Stephen Curry (8)   | Oracle Arena             | 4 - 3 |
| 8     | 30 octobre | @ L.A. Clippers | V 141-113 | Stephen Curry (31) | Draymond Green (9)  | Trois joueurs (6)   | Staples Center           | 5 - 3 |

| Match | Date match  | Équipe           | Score          | Meilleur marqueur  | Meilleur rebondeur  | Meilleur passeur   | Lieux                   | Série  |
| ----- | ----------- | ---------------- | -------------- | ------------------ | ------------------- | ------------------ | ----------------------- | ------ |
| 9     | 2 novembre  | @ San Antonio    | V 112-92       | Klay Thompson (27) | Curry, Durant (8)   | Draymond Green (7) | AT&T Center             | 6 - 3  |
| 10    | 4 novembre  | @ Denver         | V 127-108      | Kevin Durant (25)  | Omri Casspi (8)     | Stephen Curry (11) | Pepsi Center            | 7 - 3  |
| 11    | 6 novembre  | Miami            | V 97-80        | Kevin Durant (21)  | Draymond Green (9)  | Kevin Durant (6)   | Oracle Arena            | 8 - 3  |
| 12    | 8 novembre  | Minnesota        | V 125-101      | Klay Thompson (28) | Stephen Curry (8)   | Stephen Curry (8)  | Oracle Arena            | 9 - 3  |
| 13    | 11 novembre | Philadelphie     | V 135-114      | Kevin Durant (29)  | Draymond Green (10) | Stephen Curry (9)  | Oracle Arena            | 10 - 3 |
| 14    | 13 novembre | Orlando          | V 110-100      | Kevin Durant (21)  | David West (11)     | Kevin Durant (8)   | Oracle Arena            | 11 - 3 |
| 15    | 16 novembre | @ Boston         | D 88-92        | Kevin Durant (24)  | Green, Casspi (8)   | Curry, Green (5)   | TD Garden               | 11 - 4 |
| 16    | 18 novembre | @ Philadelphie   | V 124-116      | Stephen Curry (35) | Green, West (7)     | Draymond Green (8) | Wells Fargo Center      | 12 - 4 |
| 17    | 19 novembre | @ Brooklyn       | V 118-111      | Stephen Curry (39) | Stephen Curry (11)  | Draymond Green (8) | Barclays Center         | 13 - 4 |
| 18    | 22 novembre | @ Oklahoma City  | D 91-108       | Stephen Curry (24) | Omri Casspi (6)     | Curry, Green (6)   | Chesapeake Energy Arena | 13 - 5 |
| 19    | 24 novembre | Chicago          | V 143-94       | Stephen Curry (33) | Stephen Curry (7)   | Zaza Pachulia (6)  | Oracle Arena            | 14 - 5 |
| 20    | 25 novembre | Nouvelle-Orléans | V 110-95 (OT)  | Stephen Curry (27) | Draymond Green (7)  | Draymond Green (8) | Oracle Arena            | 15 - 5 |
| 21    | 27 novembre | Sacramento       | D 106-110      | Klay Thompson (21) | David West (7)      | Draymond Green (8) | Oracle Arena            | 15 - 6 |
| 22    | 29 novembre | @ L.A. Lakers    | V 127-123 (OT) | Kevin Durant (29)  | Draymond Green (11) | Draymond Green (9) | Staples Center          | 16 - 6 |

| Match | Date match   | Équipe        | Score          | Meilleur marqueur  | Meilleur rebondeur  | Meilleur passeur     | Lieux                   | Série  |
| ----- | ------------ | ------------- | -------------- | ------------------ | ------------------- | -------------------- | ----------------------- | ------ |
| 23    | 1er décembre | @ Orlando     | V 133-112      | Klay Thompson (27) | Zaza Pachulia (8)   | Curry, Green (10)    | Amway Center            | 17 - 6 |
| 24    | 3 décembre   | @ Miami       | V 123-95       | Stephen Curry (30) | Draymond Green (7)  | Draymond Green (9)   | American Airlines Arena | 18 - 6 |
| 25    | 4 décembre   | @ New Orleans | V 125-115      | Stephen Curry (31) | Draymond Green (9)  | Stephen Curry (11)   | Smoothie King Center    | 19 - 6 |
| 26    | 6 décembre   | @ Charlotte   | V 101-87       | Kevin Durant (35)  | Kevin Durant (11)   | Kevin Durant (10)    | Spectrum Center         | 20 - 6 |
| 27    | 8 décembre   | @ Détroit     | V 102-98       | Kevin Durant (36)  | Kevin Durant (10)   | Draymond Green (13)  | Little Caesars Arena    | 21 - 6 |
| 28    | 11 décembre  | Portland      | V 111-104      | Kevin Durant (28)  | Casspi, Durant (9)  | Durant, Iguodala (5) | Oracle Arena            | 22 - 6 |
| 29    | 14 décembre  | Dallas        | V 112-97       | Kevin Durant (36)  | Casspi, Durant (11) | Andre Iguodala (10)  | Oracle Arena            | 23 - 6 |
| 30    | 18 décembre  | @ L.A. Lakers | V 116-114 (OT) | Kevin Durant (36)  | Kevin Durant (11)   | Kevin Durant (8)     | Staples Center          | 24 - 6 |
| 31    | 20 décembre  | Memphis       | V 97-84        | Klay Thompson (29) | Durant, McCaw (8)   | Bell, Thompson (5)   | Oracle Arena            | 25 - 6 |
| 32    | 22 décembre  | L.A. Lakers   | V 113-106      | Kevin Durant (33)  | Draymond Green (11) | Durant, Green (7)    | Oracle Arena            | 26 - 6 |
| 33    | 23 décembre  | Denver        | D 81-96        | Kevin Durant (18)  | Jordan Bell (10)    | Andre Iguodala (7)   | Oracle Arena            | 26 - 7 |
| 34    | 25 décembre  | Cleveland     | V 99-92        | Kevin Durant (25)  | Draymond Green (12) | Draymond Green (11)  | Oracle Arena            | 27 - 7 |
| 35    | 27 décembre  | Utah          | V 126-101      | Kevin Durant (21)  | Jordan Bell (13)    | Draymond Green (8)   | Oracle Arena            | 28 - 7 |
| 36    | 29 décembre  | Charlotte     | D 100-111      | Kevin Durant (27)  | Draymond Green (11) | Draymond Green (16)  | Oracle Arena            | 28 - 8 |
| 37    | 30 décembre  | Memphis       | V 141-128      | Stephen Curry (38) | David West (11)     | Kevin Durant (9)     | Oracle Arena            | 29 - 8 |

| Match | Date match | Équipe          | Score     | Meilleur marqueur  | Meilleur rebondeur  | Meilleur passeur      | Lieux                     | Série   |
| ----- | ---------- | --------------- | --------- | ------------------ | ------------------- | --------------------- | ------------------------- | ------- |
| 38    | 3 janvier  | @ Dallas        | V 125-122 | Stephen Curry (32) | Kevin Durant (12)   | Stephen Curry (8)     | American Airlines Center  | 30 - 8  |
| 39    | 4 janvier  | @ Houston       | V 124-114 | Stephen Curry (29) | Draymond Green (14) | Draymond Green (10)   | Toyota Center             | 31 - 8  |
| 40    | 6 janvier  | @ L.A. Clippers | V 121-105 | Stephen Curry (45) | Draymond Green (12) | Green, Iguodala (7)   | Staples Center            | 32 - 8  |
| 41    | 8 janvier  | Denver          | V 124-114 | Stephen Curry (32) | Jordan Bell (8)     | Draymond Green (10)   | Oracle Arena              | 33 - 8  |
| 42    | 10 janvier | L.A. Clippers   | D 106-125 | Kevin Durant (40)  | Draymond Green (10) | Green, Livingston (4) | Oracle Arena              | 33 - 9  |
| 43    | 12 janvier | @ Milwaukee     | V 108-94  | Kevin Durant (26)  | Draymond Green (10) | Draymond Green (7)    | BMO Harris Bradley Center | 34 - 9  |
| 44    | 13 janvier | @ Toronto       | V 127-125 | Klay Thompson (26) | Curry, Durant (6)   | Stephen Curry (9)     | Centre Air Canada         | 35 - 9  |
| 45    | 15 janvier | @ Cleveland     | V 118-108 | Kevin Durant (32)  | Draymond Green (16) | Draymond Green (9)    | Quicken Loans Arena       | 36 - 9  |
| 46    | 17 janvier | @ Chicago       | V 119-112 | Klay Thompson (38) | Zaza Pachulia (11)  | Kevin Durant (7)      | United Center             | 37 - 9  |
| 47    | 20 janvier | @ Houston       | D 108-116 | Kevin Durant (26)  | Durant, Green (7)   | Stephen Curry (8)     | Toyota Center             | 37 - 10 |
| 48    | 23 janvier | New York        | V 123-112 | Stephen Curry (32) | Stephen Curry (6)   | Kevin Durant (14)     | Oracle Arena              | 38 - 10 |
| 49    | 25 janvier | Minnesota       | V 126-113 | Kevin Durant (28)  | Kevin Durant (10)   | Kevin Durant (11)     | Oracle Arena              | 39 - 10 |
| 50    | 27 janvier | Boston          | V 109-105 | Stephen Curry (49) | Draymond Green (11) | Curry, Green (5)      | Oracle Arena              | 40 - 10 |
| 51    | 30 janvier | @ Utah          | D 99-129  | Klay Thompson (27) | Zaza Pachulia (7)   | Stephen Curry (5)     | Vivint Smart Home Arena   | 40 - 11 |

| Match                  | Date match | Équipe        | Score     | Meilleur marqueur  | Meilleur rebondeur  | Meilleur passeur    | Lieux                 | Série   |
| ---------------------- | ---------- | ------------- | --------- | ------------------ | ------------------- | ------------------- | --------------------- | ------- |
| 52                     | 2 février  | @ Sacramento  | V 119-104 | Kevin Durant (33)  | Zaza Pachulia (13)  | Trois joueurs (6)   | Golden 1 Center       | 41 - 11 |
| 53                     | 3 février  | @ Denver      | D 108-115 | Kevin Durant (31)  | Zaza Pachulia (8)   | Draymond Green (8)  | Pepsi Center          | 41 - 12 |
| 54                     | 6 février  | Oklahoma City | D 105-125 | Kevin Durant (33)  | Draymond Green (8)  | Draymond Green (7)  | Oracle Arena          | 41 - 13 |
| 55                     | 8 février  | Dallas        | V 121-103 | Kevin Durant (24)  | Draymond Green (10) | Stephen Curry (8)   | Oracle Arena          | 42 - 13 |
| 56                     | 10 février | San Antonio   | V 122-105 | Klay Thompson (25) | Draymond Green (8)  | Draymond Green (11) | Oracle Arena          | 43 - 13 |
| 57                     | 12 février | Phoenix       | V 129-83  | Stephen Curry (22) | Omri Casspi (10)    | Stephen Curry (7)   | Oracle Arena          | 44 - 13 |
| 58                     | 14 février | @ Portland    | D 117-123 | Kevin Durant (50)  | Draymond Green (12) | Draymond Green (7)  | Moda Center           | 44 - 14 |
| NBA All-Star Game 2018 |            |               |           |                    |                     |                     |                       |         |
| 59                     | 22 février | L.A. Clippers | V 134-127 | Stephen Curry (44) | Draymond Green (8)  | Stephen Curry (10)  | Oracle Arena          | 45 - 14 |
| 60                     | 24 février | Oklahoma City | V 112-80  | Kevin Durant (28)  | Stephen Curry (9)   | Draymond Green (8)  | Oracle Arena          | 46 - 14 |
| 61                     | 26 février | @ New York    | V 125-111 | Klay Thompson (26) | Kevin Durant (9)    | Draymond Green (6)  | Madison Square Garden | 47 - 14 |
| 62                     | 28 février | @ Washington  | V 109-101 | Kevin Durant (32)  | Andre Iguodala (7)  | Draymond Green (11) | Capital One Arena     | 48 - 14 |

| Match | Date match | Équipe        | Score     | Meilleur marqueur  | Meilleur rebondeur     | Meilleur passeur    | Lieux                      | Série   |
| ----- | ---------- | ------------- | --------- | ------------------ | ---------------------- | ------------------- | -------------------------- | ------- |
| 63    | 2 mars     | @ Atlanta     | V 114-109 | Curry ,Durant (28) | Draymond Green (7)     | Draymond Green (9)  | Philips Arena              | 49 - 14 |
| 64    | 6 mars     | Brooklyn      | V 114-101 | Stephen Curry (34) | Trois joueurs (6)      | Draymond Green (9)  | Oracle Arena               | 50 - 14 |
| 65    | 8 mars     | San Antonio   | V 110-107 | Kevin Durant (37)  | Draymond Green (12)    | Draymond Green (10) | Oracle Arena               | 51 - 14 |
| 66    | 9 mars     | @ Portland    | D 108-125 | Kevin Durant (40)  | Draymond Green (12)    | Green, Durant (6)   | Moda Center                | 51 - 15 |
| 67    | 11 mars    | @ Minnesota   | D 103-109 | Kevin Durant (39)  | Kevin Durant (12)      | Draymond Green (7)  | Target Center              | 51 - 16 |
| 68    | 14 mars    | L.A. Lakers   | V 117-106 | Kevin Durant (26)  | Zaza Pachulia (12)     | Kevin Durant (6)    | Oracle Arena               | 52 - 16 |
| 69    | 16 mars    | Sacramento    | D 93-98   | Quinn Cook (25)    | Draymond Green (10)    | Draymond Green (7)  | Oracle Arena               | 52 - 17 |
| 70    | 17 mars    | @ Phoenix     | V 124-109 | Quinn Cook (28)    | Draymond Green (11)    | Draymond Green (8)  | Talking Stick Resort Arena | 53 - 17 |
| 71    | 19 mars    | @ San Antonio | D 75-89   | Quinn Cook (20)    | Kevon Looney (8)       | Quinn Cook (5)      | AT&T Center                | 53 - 18 |
| 72    | 23 mars    | Atlanta       | V 106-94  | Stephen Curry (20) | Zaza Pachulia (9)      | Cook, Iguodala (6)  | Oracle Arena               | 54 - 18 |
| 73    | 25 mars    | Utah          | D 91-110  | Quinn Cook (17)    | JaVale McGee (9)       | Quinn Cook (8)      | Oracle Arena               | 54 - 19 |
| 74    | 27 mars    | Indiana       | D 81-92   | Nick Young (12)    | Kevon Looney (11)      | Quinn Cook (7)      | Oracle Arena               | 54 - 20 |
| 75    | 29 mars    | Milwaukee     | D 107-116 | Quinn Cook (30)    | Iguodala, Iguodala (5) | Durant, Green (6)   | Oracle Arena               | 54 - 21 |
| 76    | 31 mars    | @ Sacramento  | V 112-96  | Kevin Durant (27)  | Kevin Durant (10)      | Draymond Green (7)  | Golden 1 Center            | 55 - 21 |

| Match | Date match | Équipe           | Score     | Meilleur marqueur  | Meilleur rebondeur | Meilleur passeur     | Lieux                      | Série   |
| ----- | ---------- | ---------------- | --------- | ------------------ | ------------------ | -------------------- | -------------------------- | ------- |
| 77    | 1er avril  | Phoenix          | V 117-107 | Kevin Durant (29)  | Kevin Durant (11)  | Draymond Green (12)  | Oracle Arena               | 56 - 21 |
| 78    | 3 avril    | @ Oklahoma City  | V 111-107 | Kevin Durant (34)  | Kevin Durant (10)  | Draymond Green (8)   | Chesapeake Energy Arena    | 57 - 21 |
| 79    | 5 avril    | @ Indiana        | D 106-126 | Kevin Durant (27)  | Klay Thompson (7)  | Kevin Durant (7)     | Bankers Life Fieldhouse    | 57 - 22 |
| 80    | 7 avril    | Nouvelle-Orléans | D 120-126 | Kevin Durant (41)  | Durant, Green (10) | Draymond Green (9)   | Oracle Arena               | 57 - 23 |
| 81    | 8 avril    | @ Phoenix        | V 117-100 | Klay Thompson (34) | Trois joueurs (6)  | Kevin Durant (9)     | Talking Stick Resort Arena | 58 - 23 |
| 82    | 10 avril   | @ Utah           | D 79-119  | Klay Thompson (23) | Zaza Pachulia (6)  | Shaun Livingston (4) | Vivint Smart Home Arena    | 58 - 24 |

### Playoffs
| Playoffs Total: 16-5 (Domicile: 10-1; Extérieur: 6-4) |

| Match | Date match | Équipe        | Score     | Meilleur marqueur  | Meilleur rebondeur  | Meilleur passeur    | Lieux Spectateurs | Série |
| ----- | ---------- | ------------- | --------- | ------------------ | ------------------- | ------------------- | ----------------- | ----- |
| 1     | 14 avril   | San Antonio   | V 113-92  | Klay Thompson (27) | Green, Durant (8)   | Draymond Green (11) | Oracle Arena      | 1 - 0 |
| 2     | 16 avril   | San Antonio   | V 116-101 | Kevin Durant (32)  | Iguodala, McGee (7) | Draymond Green (6)  | Oracle Arena      | 2 - 0 |
| 3     | 19 avril   | @ San Antonio | V 110-97  | Kevin Durant (26)  | Kevin Durant (9)    | Durant, Green (7)   | AT&T Center       | 3 - 0 |
| 4     | 22 avril   | @ San Antonio | D 90-103  | Kevin Durant (34)  | Draymond Green (18) | Draymond Green (9)  | AT&T Center       | 3 - 1 |
| 5     | 24 avril   | San Antonio   | V 99-91   | Kevin Durant (25)  | Draymond Green (19) | Draymond Green (7)  | Oracle Arena      | 4 - 1 |

| Match | Date match | Équipe             | Score     | Meilleur marqueur  | Meilleur rebondeur  | Meilleur passeur    | Lieux Spectateurs    | Série |
| ----- | ---------- | ------------------ | --------- | ------------------ | ------------------- | ------------------- | -------------------- | ----- |
| 1     | 28 avril   | Nouvelle-Orléans   | V 123-101 | Klay Thompson (27) | Draymond Green (15) | Draymond Green (11) | Oracle Arena         | 1 - 0 |
| 2     | 1er mai    | Nouvelle-Orléans   | V 121-116 | Kevin Durant (29)  | Draymond Green (9)  | Draymond Green (12) | Oracle Arena         | 2 - 0 |
| 3     | 4 mai      | @ Nouvelle-Orléans | D 100-119 | Klay Thompson (26) | Draymond Green (12) | Draymond Green (9)  | Smoothie King Center | 2 - 1 |
| 4     | 6 mai      | @ Nouvelle-Orléans | V 118-92  | Kevin Durant (38)  | Durant, Green (9)   | Draymond Green (9)  | Smoothie King Center | 3 - 1 |
| 5     | 8 mai      | Nouvelle-Orléans   | V 113-104 | Stephen Curry (28) | Draymond Green (14) | Draymond Green (9)  | Oracle Arena         | 4 - 1 |

| Match | Date match | Équipe    | Score     | Meilleur marqueur  | Meilleur rebondeur  | Meilleur passeur   | Lieux Spectateurs | Série |
| ----- | ---------- | --------- | --------- | ------------------ | ------------------- | ------------------ | ----------------- | ----- |
| 1     | 14 mai     | @ Houston | V 119-106 | Kevin Durant (37)  | Draymond Green (9)  | Draymond Green (9) | Toyota Center     | 1 - 0 |
| 2     | 16 mai     | @ Houston | D 105-127 | Kevin Durant (38)  | Stephen Curry (7)   | Stephen Curry (7)  | Toyota Center     | 1 - 1 |
| 3     | 20 mai     | Houston   | V 126-85  | Stephen Curry (35) | Draymond Green (17) | Durant, Green (6)  | Oracle Arena      | 2 - 1 |
| 4     | 22 mai     | Houston   | D 92-95   | Stephen Curry (28) | Draymond Green (14) | Draymond Green (8) | Oracle Arena      | 2 - 2 |
| 5     | 24 mai     | @ Houston | D 94-98   | Kevin Durant (29)  | Draymond Green (15) | Stephen Curry (6)  | Toyota Center     | 2 - 3 |
| 6     | 26 mai     | Houston   | V 115-86  | Klay Thompson (35) | Draymond Green (10) | Draymond Green (9) | Oracle Arena      | 3 - 3 |
| 7     | 28 mai     | @ Houston | V 101-92  | Kevin Durant (34)  | Draymond Green (13) | Stephen Curry (10) | Toyota Center     | 4 - 3 |

| Match | Date match | Équipe      | Score          | Meilleur marqueur  | Meilleur rebondeur  | Meilleur passeur   | Lieux Spectateurs   | Série |
| ----- | ---------- | ----------- | -------------- | ------------------ | ------------------- | ------------------ | ------------------- | ----- |
| 1     | 31 mai     | Cleveland   | V 124-114 (OT) | Stephen Curry (29) | Draymond Green (11) | Curry, Green (9)   | Oracle Arena        | 1 - 0 |
| 2     | 3 juin     | Cleveland   | V 122-103      | Stephen Curry (33) | Kevin Durant (9)    | Stephen Curry (8)  | Oracle Arena        | 2 - 0 |
| 3     | 6 juin     | @ Cleveland | V 110-102      | Kevin Durant (43)  | Draymond Green (13) | Draymond Green (9) | Quicken Loans Arena | 3 - 0 |
| 4     | 8 juin     | @ Cleveland | V 108-85       | Stephen Curry (37) | Kevin Durant (12)   | Kevin Durant (10)  | Quicken Loans Arena | 4 - 0 |

### Confrontations en saison régulière
| Conférence Est      | Conférence Est                            | Conférence Est                            | Conférence Ouest                          | Conférence Ouest                          | Conférence Ouest                          | Conférence Ouest                          | Conférence Ouest                          |
| Division Atlantique | Division Atlantique                       | Division Atlantique                       | Division Nord-Ouest                       | Division Nord-Ouest                       | Division Nord-Ouest                       | Division Nord-Ouest                       | Division Nord-Ouest                       |
| Équipe              | Domicile                                  | Extérieur                                 | Équipe                                    | Domicile                                  | Domicile                                  | Extérieur                                 | Extérieur                                 |
| ------------------- | ----------------------------------------- | ----------------------------------------- | ----------------------------------------- | ----------------------------------------- | ----------------------------------------- | ----------------------------------------- | ----------------------------------------- |
| Boston              | 109-105                                   | 88-92                                     | Denver                                    | 81-96                                     | 124-114                                   | 127-108                                   | 108-115                                   |
| Brooklyn            | 114-101                                   | 118-111                                   | Minnesota                                 | 125-101                                   | 126-113                                   | 103-109                                   |                                           |
| New York            | 123-112                                   | 125-111                                   | Oklahoma City                             | 105-125                                   | 112-80                                    | 91-108                                    | 111-107                                   |
| Philadelphie        | 135-114                                   | 124-116                                   | Portland                                  | 111-104                                   |                                           | 117-123                                   | 108-125                                   |
| Toronto             | 117-112                                   | 127-125                                   | Utah                                      | 126-101                                   | 91-110                                    | 99-129                                    | 79-119                                    |
|                     | 5–0                                       | 4–1                                       |                                           | 6–3                                       | 6–3                                       | 2–7                                       | 2–7                                       |
| Division            | 9–1                                       | 9–1                                       | Division                                  | 8–10                                      | 8–10                                      | 8–10                                      | 8–10                                      |
| Division Atlantique | Division Atlantique                       | Division Atlantique                       | Division Nord-Ouest                       | Division Nord-Ouest                       | Division Nord-Ouest                       | Division Nord-Ouest                       | Division Nord-Ouest                       |
| Équipe              | Domicile                                  | Extérieur                                 | Équipe                                    | Domicile                                  | Domicile                                  | Extérieur                                 | Extérieur                                 |
| Chicago             | 143-94                                    | 119-112                                   |                                           |                                           |                                           |                                           |                                           |
| Cleveland           | 99-92                                     | 118-108                                   | L.A. Clippers                             | 106-125                                   | 134-127                                   | 141-113                                   | 121-105                                   |
| Detroit             | 107-115                                   | 102-98                                    | L.A. Lakers                               | 113-106                                   | 117-106                                   | 127-123 (OT)                              | 116-114 (OT)                              |
| Indiana             | 81-92                                     | 106-126                                   | Phoenix                                   | 129-83                                    | 117-107                                   | 124-109                                   | 117-100                                   |
| Milwaukee           | 107-116                                   | 108-94                                    | Sacramento                                | 106-110                                   | 93-98                                     | 119-104                                   | 112-96                                    |
|                     | 2–3                                       | 4–1                                       |                                           | 5–3                                       | 5–3                                       | 8–0                                       | 8–0                                       |
| Division            | 6–4                                       | 6–4                                       | Division                                  | 13–3                                      | 13–3                                      | 13–3                                      | 13–3                                      |
| Division Atlantique | Division Atlantique                       | Division Atlantique                       | Division Nord-Ouest                       | Division Nord-Ouest                       | Division Nord-Ouest                       | Division Nord-Ouest                       | Division Nord-Ouest                       |
| Équipe              | Domicile                                  | Extérieur                                 | Équipe                                    | Domicile                                  | Domicile                                  | Extérieur                                 | Extérieur                                 |
| Atlanta             | 106-94                                    | 114-109                                   | Dallas                                    | 112-97                                    | 121-103                                   | 133-103                                   | 125-122                                   |
| Charlotte           | 100-111                                   | 101-87                                    | Houston                                   | 121-122                                   |                                           | 124-114                                   | 108-116                                   |
| Miami               | 97-80                                     | 123-95                                    | Memphis                                   | 97-84                                     | 141-128                                   | 101-111                                   |                                           |
| Orlando             | 110-100                                   | 133-112                                   | La Nouvelle-Orléans                       | 110-95                                    | 120-126                                   | 128-120                                   | 125-115                                   |
| Washington          | 120-117                                   | 109-101                                   | San Antonio                               | 122-105                                   | 110-107                                   | 112-92                                    | 75-89                                     |
|                     | 4–1                                       | 5–0                                       |                                           | 7–2                                       | 7–2                                       | 6–3                                       | 6–3                                       |
| Division            | 9–1                                       | 9–1                                       | Division                                  | 13–5                                      | 13–5                                      | 13–5                                      | 13–5                                      |
| Conférence          | 24–6 (Domicile: 11–4; Extérieur: 13–2)    | 24–6 (Domicile: 11–4; Extérieur: 13–2)    | Conférence                                | 34–18 (Domicile: 18–8; Extérieur: 16–10)  | 34–18 (Domicile: 18–8; Extérieur: 16–10)  | 34–18 (Domicile: 18–8; Extérieur: 16–10)  | 34–18 (Domicile: 18–8; Extérieur: 16–10)  |
| Total               | 58–24 (Domicile: 29–12; Extérieur: 29–12) | 58–24 (Domicile: 29–12; Extérieur: 29–12) | 58–24 (Domicile: 29–12; Extérieur: 29–12) | 58–24 (Domicile: 29–12; Extérieur: 29–12) | 58–24 (Domicile: 29–12; Extérieur: 29–12) | 58–24 (Domicile: 29–12; Extérieur: 29–12) | 58–24 (Domicile: 29–12; Extérieur: 29–12) |

## Classements
| Conférence Ouest | Conférence Ouest                | Conférence Ouest | Conférence Ouest | Conférence Ouest | Conférence Ouest | Conférence Ouest | Conférence Ouest |
| No               | Franchise                       | Vic.             | Def.             | MJ               | MR               | V/D              | GB               |
| ---------------- | ------------------------------- | ---------------- | ---------------- | ---------------- | ---------------- | ---------------- | ---------------- |
| 1                | Rockets de Houston              | 65               | 17               | 82               | 0                | .793             | –                |
| 2                | Warriors de Golden State T      | 58               | 24               | 82               | 0                | .707             | 7                |
| 3                | Trail Blazers de Portland       | 49               | 33               | 82               | 0                | .598             | 16               |
| 4                | Thunder d'Oklahoma City         | 48               | 34               | 82               | 0                | .585             | 17               |
| 5                | Jazz de l'Utah                  | 48               | 34               | 82               | 0                | .585             | 17               |
| 6                | Pelicans de La Nouvelle-Orléans | 48               | 34               | 82               | 0                | .585             | 17               |
| 7                | Spurs de San Antonio            | 47               | 35               | 82               | 0                | .573             | 18               |
| 8                | Timberwolves du Minnesota       | 47               | 35               | 82               | 0                | .573             | 18               |
|                  |                                 |                  |                  |                  |                  |                  |                  |
| 9                | Nuggets de Denver               | 46               | 36               | 82               | 0                | .561             | 19               |
| 10               | Clippers de Los Angeles         | 42               | 40               | 82               | 0                | .512             | 23               |
| 11               | Lakers de Los Angeles           | 35               | 47               | 82               | 0                | .427             | 30               |
| 12               | Kings de Sacramento             | 27               | 55               | 82               | 0                | .329             | 38               |
| 13               | Mavericks de Dallas             | 24               | 58               | 82               | 0                | .293             | 41               |
| 14               | Grizzlies de Memphis            | 22               | 60               | 82               | 0                | .268             | 43               |
| 15               | Suns de Phoenix                 | 21               | 61               | 82               | 0                | .256             | 44               |

| Division Pacifique         | V  | D  | MJ | V/D  | GB | Dom   | Ext   | Div  | Conf  |
| -------------------------- | -- | -- | -- | ---- | -- | ----- | ----- | ---- | ----- |
| Warriors de Golden State T | 58 | 24 | 82 | .707 | –  | 29–12 | 29–12 | 13–3 | 34–18 |
| Clippers de Los Angeles    | 42 | 40 | 82 | .512 | 16 | 22–19 | 20–21 | 12–4 | 24–28 |
| Lakers de Los Angeles      | 35 | 47 | 82 | .427 | 23 | 20–21 | 15–26 | 6–10 | 19–33 |
| Kings de Sacramento        | 27 | 55 | 82 | .329 | 31 | 14–27 | 13–28 | 5–11 | 14–38 |
| Suns de Phoenix            | 21 | 61 | 82 | .256 | 37 | 10–31 | 11–30 | 4–12 | 15–37 |

## Effectif
| Warriors de Golden State Effectif en fin de saison régulière |    |                        |                    |                   |
| Entraîneur : Steve Kerr                                      |    |                        |                    |                   |
| Ailier fort                                                  | 2  | Drapeau des États-Unis | Jordan Bell        | Oregon            |
| Ailier fort                                                  | 25 | Drapeau des États-Unis | Chris Boucher (TW) | Oregon            |
| Meneur                                                       | 4  | Drapeau des États-Unis | Quinn Cook         | Duke              |
| Meneur                                                       | 30 | Drapeau des États-Unis | Stephen Curry      | Davidson          |
| Ailier                                                       | 35 | Drapeau des États-Unis | Kevin Durant       | Texas             |
| Ailier, Ailier fort                                          | 23 | Drapeau des États-Unis | Draymond Green     | Michigan State    |
| Arrière, Ailier                                              | 9  | Drapeau des États-Unis | Andre Iguodala     | Arizona           |
| Pivot                                                        | 15 | Drapeau des États-Unis | Damian Jones       | Vanderbilt        |
| Arrière, Meneur                                              | 34 | Drapeau des États-Unis | Shaun Livingston   | Peoria Central HS |
| Ailier fort                                                  | 5  | Drapeau des États-Unis | Kevon Looney       | UCLA              |
| Arrière, Ailier                                              | 0  | Drapeau des États-Unis | Patrick McCaw      | UNLV              |
| Pivot                                                        | 1  | Drapeau des États-Unis | JaVale McGee       | Nevada            |
| Pivot                                                        | 27 | Drapeau de la Géorgie  | Zaza Pachulia      | Géorgie           |
| Arrière                                                      | 11 | Drapeau des États-Unis | Klay Thompson      | Washington State  |
| Ailier fort                                                  | 3  | Drapeau des États-Unis | David West         | Xavier            |
| Arrière                                                      | 6  | Drapeau des États-Unis | Nick Young         | USC               |
| (C) Capitaine - Blessé                                       |    |                        |                    |                   |

## Transactions

### Échanges
| 22 juin 2017 | A Warriors de Golden StateDroits sur Jordan Bell (#38) | A Bulls de ChicagoCash considerations |

### Re-Signent
| Date       | Joueur           | Contrat                             |
| ---------- | ---------------- | ----------------------------------- |
| 06/07/2017 | Stephen Curry    | Contrat de 201 000 000 $ sur 5 ans. |
| 06/07/2017 | Kevin Durant     | Contrat de 53 000 000 $ sur 2 ans.  |
| 06/07/2017 | David West       | Contrat de 2 300 000 $ sur 1 an.    |
| 07/07/2017 | Zaza Pachulia    | Contrat de 3 500 000 $ sur 1 an.    |
| 12/07/2017 | Andre Iguodala   | Contrat de 48 000 000 $ sur 3 ans.  |
| 14/07/2017 | Shaun Livingston | Contrat de 24 000 000 $ sur 3 ans.  |
| 01/08/2017 | Javale McGee     | Contrat de 2 100 000 $ sur 1 an.    |

### Options dans les contrats
| Date       | Joueur       | Option                                                                            |
| ---------- | ------------ | --------------------------------------------------------------------------------- |
| 31/10/2017 | Damian Jones | Golden State exerce son option d'équipe de 1 510 000 $ pour la saison 2018-2019.  |
| 31/10/2017 | Kevon Looney | Golden State décline son option d'équipe de 2 230 000 $ pour la saison 2018-2019. |

### Arrivés
| Date       | Joueur      | Contrat                          | Provenance                |
| ---------- | ----------- | -------------------------------- | ------------------------- |
| 08/07/2017 | Nick Young  | Contrat de 5 200 000 $ sur 1 an  | Lakers de Los Angeles     |
| 08/07/2017 | Jordan Bell | Contrat de 2 190 000 $ sur 2 ans | Ducks de l'Oregon         |
| 12/07/2017 | Omri Casspi | Contrat de 2 100 000 $ sur 1 an  | Timberwolves du Minnesota |
| 10/04/2017 | Quinn Cook  | Contrat de 1 559 780 $ sur 2 ans | Warriors de Golden State  |

#### Two-way contract
| Date       | Joueur        | Provenance                      |
| ---------- | ------------- | ------------------------------- |
| 14/07/2017 | Chris Boucher | Ducks de l'Oregon               |
| 17/10/2017 | Quinn Cook    | Pelicans de La Nouvelle-Orléans |

### Départs
| Date       | Joueur               | Raison départ | Nouvelle équipe ¹               |
| ---------- | -------------------- | ------------- | ------------------------------- |
| 01/07/2017 | Ian Clark            | Agent libre   | Pelicans de La Nouvelle-Orléans |
| 01/07/2017 | James Michael McAdoo | Agent libre   | 76ers de Philadelphie           |
| 01/07/2017 | Matt Barnes          | Retraite      |                                 |
| 08/04/2018 | Omri Casspi          | Coupé         |                                 |

¹ Il s'agit de l’équipe pour laquelle le joueur a signé après son départ, il a pu entre-temps changer d'équipe ou encore de pays.

#### Non retenu après les camps entraînements
| Date       | Joueur             | Nouvelle équipe                       |
| ---------- | ------------------ | ------------------------------------- |
| 01/10/2017 | Antonius Cleveland | Warriors de Santa Cruz (NBA G League) |
| 01/10/2017 | Alex Hamilton      | Warriors de Santa Cruz (NBA G League) |
| 13/10/2017 | Trevor Thompson    | Warriors de Santa Cruz (NBA G League) |
| 14/10/2017 | Michael Gbinije    | Warriors de Santa Cruz (NBA G League) |
| 14/10/2017 | Georges Niang      | Warriors de Santa Cruz (NBA G League) |

### Joueurs "agents libres" à la fin de la saison
| Joueur        | Fin de saison         |
| ------------- | --------------------- |
| Kevon Looney  | Agent libre           |
| Patrick McCaw | Agent libre restreint |
| JaVale McGee  | Agent libre           |
| Zaza Pachulia | Agent libre           |
| David West    | Agent libre           |
| Nick Young    | Agent libre           |